# Selling England by the Pound
Selling England by the Pound peti je studijski album britanskog sastava Genesis.

## Popis pjesama
Sve su pjesme napisali Tony Banks, Phil Collins, Peter Gabriel, Steve Hackett i Mike Rutherford, osim ako je drugačije navedeno.
Strana A
1. "Dancing with the Moonlit Knight" - 8:04
2. "I Know What I Like (In Your Wardrobe)" - 4:07
3. "Firth of Fifth" - 9:35
4. "More Fool Me (Collins, Rutherford)" - 3:10

Strana B
1. "The Battle of Epping Forest" - 11:49
2. "After the Ordeal (Hackett, Rutherford)" - 4:13
3. "The Cinema Show" - 11:06
4. "Aisle of Plenty" - 1:32

## Izvođači
- Peter Gabriel – vokal, flauta, oboa, udaraljke
- Phil Collins - bubnjevi, udaraljke, prateći vokal, vokal u "More Fool Me"
- Tony Banks – prateći vokal, glasovir, klavijature, gitara u "The Cinema Show"
- Steve Hackett – gitara, prateći vokal
- Mike Rutherford – bas-gitara, ritam gitara, violončelo